# L'Ametlla de Merola

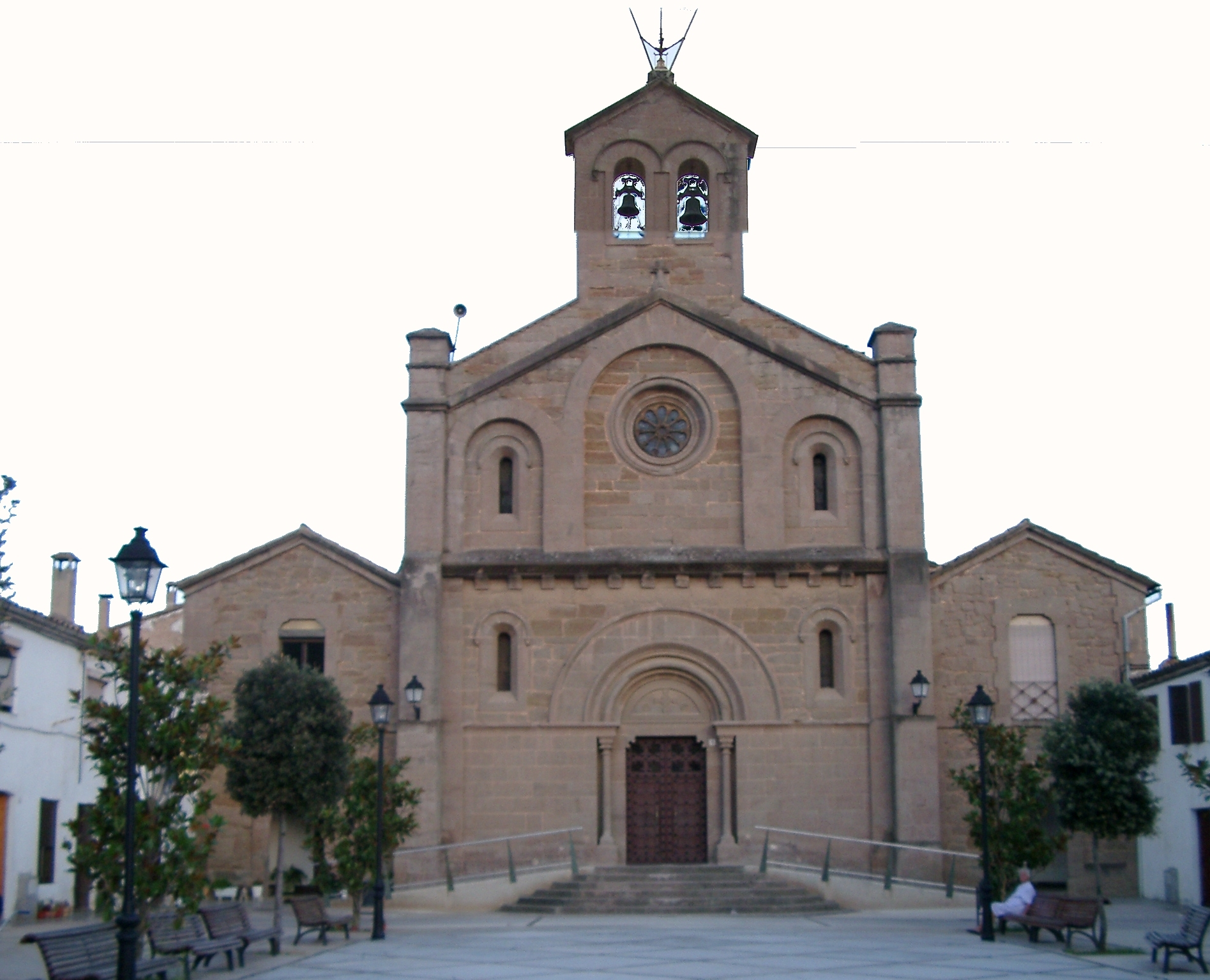
Plaça de l'església

L'Ametlla de Merola és un nucli d'uns 190 habitants (2022) situat a la vora del Llobregat, al vessant meridional de la comarca del Berguedà al terme municipal de Puig-reig, que es va originar com a colònia industrial tèxtil a l'últim terç del segle xix, el conjunt arquitectònic del qual, actualment, és inclòs en l'Inventari del Patrimoni Arquitectònic de Catalunya. La seva Festa Major és inclosa al Catàleg del Patrimoni Festiu de Catalunya.

## Descripció
La tipologia urbanística de l'Ametlla és diferent a la de les altres colònies de l'Alt Llobregat. Les cases són unifamiliars, de dos pisos d'alçada, orientades en carrers i formant placetes -plaça de l'Església, plaça del Mercat, plaça del Cine...- tot a un cantó de la fàbrica. Aquest tipus de construcció s'explica per la situació especial del terreny en un planell que possibilità l'edificació d'aquestes cases unifamiliars i de dos pisos amb una distribució gairebé de forma geomètrica.
Era una colònia completa que disposava de farmàcia, cinema, teatre, cafè, botigues, caixa d'estalvis, etc.

## Història
L'origen de l'Ametlla es remunta a l'any 1832, al molí d'en Josep Comas i Ametlla, amb una petita fàbrica de màquines de cardar. Aquella incipient activitat econòmica coincideix en l'època que el tèxtil arrencava a Catalunya. En Josep Comas i Ametlla, més conegut com a Josep Ametlla, era força conegut a la rodalia com a propietari del Mas Ametlla de Caserres que, juntament amb la pertinença del molí al terme parroquial de Merola, donà nom a la  colònia.
L'any 1854 en Josep Comas i Ametlla ven el molí a un empresari de Balsareny, en Francesc Sunyer i Enric. La mort d'aquest abans d'enllestir el projecte feu que en Pere Cruells, el seu marmessor, acabés construint una fàbrica de filar i teixir.
Però no és fins a l'any 1864 que neix pròpiament la colònia, quan en Mateu Serra i Tauran comprà els terrenys i la fàbrica a en Pere Cruells i inicià l'ampliació d'aquesta i la construcció del canal i el Carrer Vell. Les obres per a la construcció de la colònia de l'Ametlla de Merola es van dur a terme entre 1864 i 1871. L'any 1870 la fàbrica ja comença a funcionar i se'n completa la construcció el 1873. El 1878 ja treballaven a l'Ametlla cinc-centes persones. En aquells moments hi havia 90 pisos i la "Casa de les Noies" amb cabuda per a 150 persones, menjador, cuina i dormitoris. Es construeix l'església entre el 1875-1882.Primer el capellà, i des de 1884 mestres seglars s'encarreguen de l'escola dels nens. Les Germanes Dominiques del Pare Coll arriben en 1887 per a fer-se càrrec de l'ensenyament de les nenes i de la residència de les noies treballadores. D'aquesta manera l'amo va convertint el que era una zona verge en un poble com a tal, dotat de serveis (botiga, teatre, cafè...) fins a l'actualitat. Tota la colònia s'anirà construint progressivament a partir de l'any 1880. L'últim fou el carrer Montserrat l'any 1928. El mestre dels anys 50 fins als 80 fou Agustí Albiol.

## Actualitat
Al llarg d'aquests anys, la fàbrica ha anat fomentant tot un seguit d'activitats culturals a la colònia que han fet que l'Ametlla de Merola hagi aconseguit un tret diferencial respecte a altres. Aquestes activitats culturals s'han mantingut després del tancament de fàbrica l'any 1999.
Gràcies a la creació d'aquelles primeres associacions de tipus religiós, les de "Sant Lluis", "Sant Josep" i les "Filles de Maria", la creació l'any 1883-1886 d'una petita orquestra formada per treballadors, les representacions nadalenques dels Pastorets, han impregnat a la gent de l'Ametlla un tarannà i un neguit social i cultural que fa de la Colònia una mostra de la perpetuació de les tradicions més arrelades.
El 31 de desembre de 2017 hi va caure el 1r premi de la Grossa de Cap d'Any, amb el qual l'associació cultural que organitza els Pastorets va repartir vuit milions euros. La majoria de dècims és van vendre però alguns es van quedar per als Pastorets.

## Pastorets
La representació dels pastorets quasi va néixer al mateix temps que la colònia i han complert una vida que ja supera els cent anys. La permanència de tots dos després de tants anys de vida lligats als esforços de la gent, ha fet que avui en dia encara en siguin una realitat palpable i que s'identifica amb un poble amb ganes de ser-ho. Els Pastorets de l'Ametlla de Merola han rebut el Premi Creu de Sant Jordi l'any 2007.

### Història
- 1878 - Primeres representacions que es duien a terme durant la celebració de la Missa del Gall on un conjunt de persones vestides de pastors baixaven del cor i anaven a adorar el nen Jesús fent una cerimònia organitzada per les Germanes Dominiques.
- 1880 - La cerimònia duta a terme dins l'església es prohibí i es traslladà al teatre vell (actual biblioteca i llar d'avis) on ja es feren uns pastorets íntegres, els de "El Bato i el Borrego". Es feren fins al 1902 i en tenien cura el capellà i les Germanes Dominiques.
- 1902 - S'estrena el teatre nou ubicat al mateix lloc on tenim el teatre actual i s'aprofita també per estrenar nous pastorets amb "El naixement del Salvador o la redempció de l'esclau" i "La venjança de Jesús" que s'anaren alternant fins a l'any 1912.
- 1912 - S'estrena "La Rosa de Jericó", l'obra que dona més ressò i prestigi dels pastorets que s'havien anat fent a l'Ametlla. Aquests es van fer fins a l'any 1939 i s'anaren alternant amb altres obres com "L'estel de Natzaret", "La venjança de Jesús" i "Jesús infant".

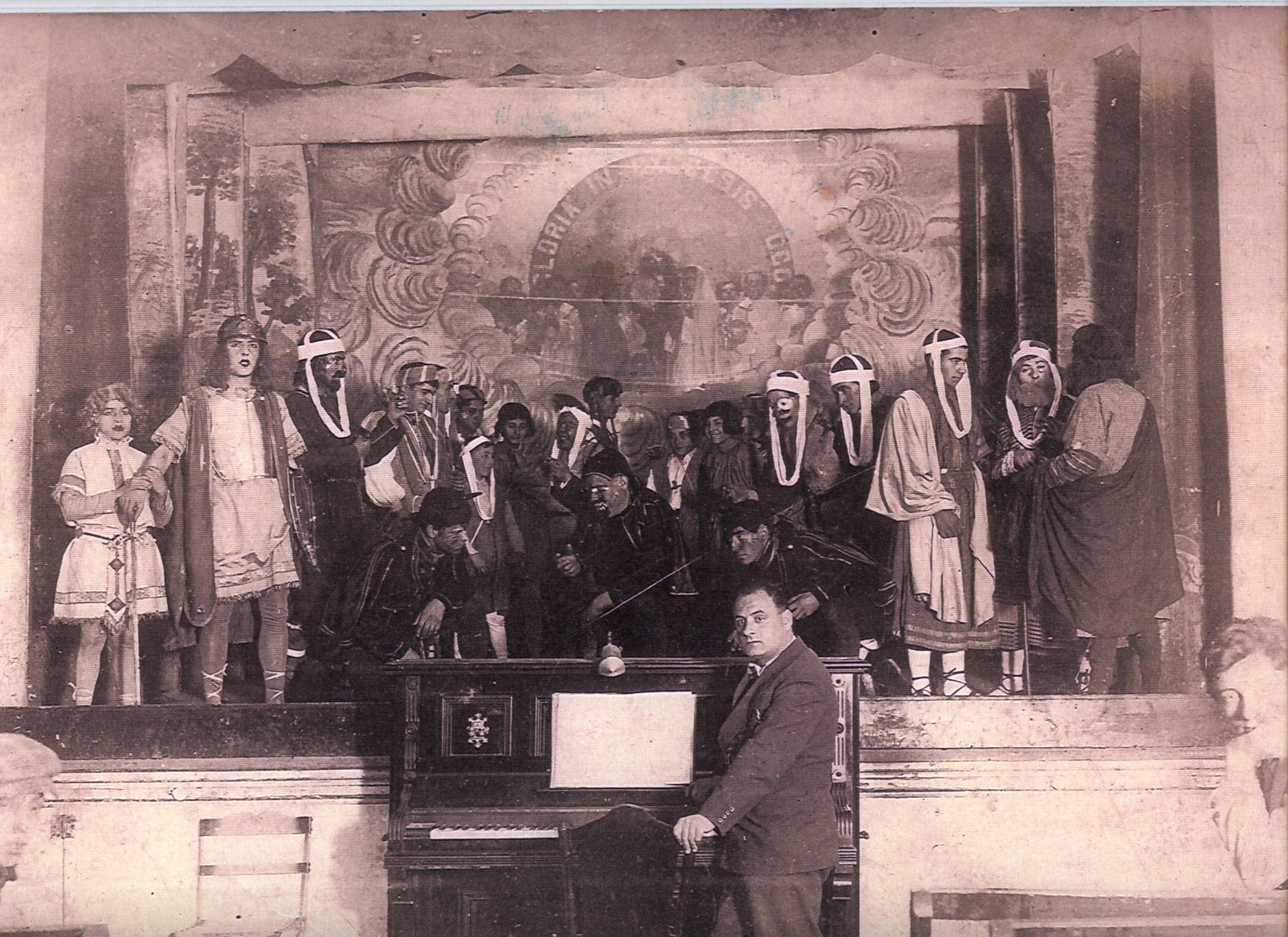
Pastorests 1920

- 1936-38 - Durant tots aquests anys no es feren pastorets a causa de la guerra civil, ja que es varen prohibir totes les manifestacions de caràcter religiós.
- 1939 - Es posa de nou en escena "La Rosa de Jericó" i, tot i la normativa del nou govern, les representacions són en català. Continua fent-se molts anys alternant-la amb "La venjança de Jesús" fins a arribar a l'any 1949.
- 1949 - Es reforma el teatre dotant-lo de nous mitjans tècnics i modificant la seva estructura perquè el pati de butaques passés a un aforament de 600 persones i l'escenari fos més gran per adequar-se tant als actors com a l'escenografia. L'obra representada encara era "La Rosa de Jericó" però una sèrie de canvis (incorporació de dones i nous quadres) i la renovació de la lletra per part d'en Francesc d'Assís Picas i la música per part d'en Josep Conangla (fills de l'Ametlla), van fer que l'obra passés a anunciar-se com "Els pastorets de l'Ametlla de Merola".

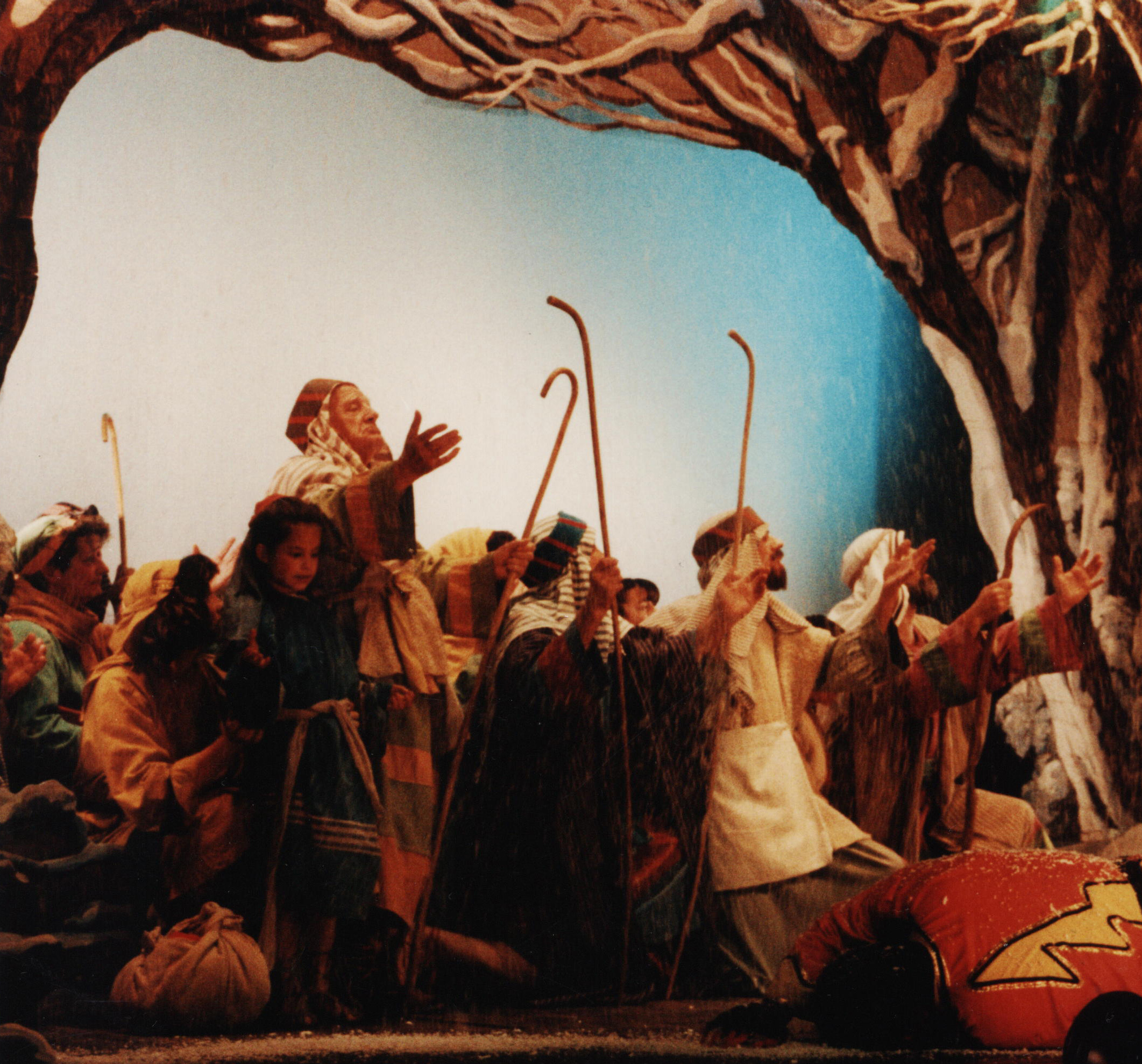
Pastorests 1980

- 1954 - Per tots aquests canvis i l'evolució cap a una obra més entenedora barrejant-hi alguns elements de l'obra "La Rosa de Jericó", naixerà finalment "La flor de Nadal", i d'aleshores ençà són els únics que s'han representat. Tots aquests factors han portat també a anomenar l'obra com "Els pastorets de l'Ametlla de Merola", ja que tant l'autor de la lletra com el de la música, F. A. Picas i J. Conangla, són fills de l'Ametlla i van dotar a l'obra una personalitat característica, aprofitant també tot el passat teatral històric que s'havia anat portant a terme fins llavors. També s'ha de dir que els diferents directors que han anat passant al llarg del temps dels pastorets han sigut de l'Ametlla i tots ells han ajudat a evolucionar, perfeccionar i adaptar l'obra al temps en què vivim. També s'hi han fet millores tècniques com l'arranjament de la música per part d'en Carles Cases el 1992 i altres millores escenogràfiques.

## Tradicions

### Pasqua i Caramelles
La celebració de la Pasqua sense les Caramelles és poc usual a l'Ametlla de Merola, ja que és una de les manifestacions més tradicionals i es pot dir que, més o menys bé i amb més o menys participació, no han faltat mai en aquesta diada.
Consta que, pels anys 1880-85, existia una forta rivalitat entre el grup de les caramelles i el cor parroquial que acabaren per fusionar-se en una de sola per realitzar el recorregut pels carrers de l'Ametlla, la majoria de vegades han seguit la lletra i música d'en Josep Conangla.

### Fira de Sant Jordi
Aquesta festa comença a celebrar-se pels volts de l'any 65 i fou iniciativa de l'Agrupament Escolta, que escolliren el diumenge més proper al del 23 d'abril. Actualment se'n fa càrrec l'Associació Cultural Esplai.
La jornada s'inicia el dissabte al vespre amb la representació d'una obra de teatre o la realització d'una conferència i acaba el diumenge on durant tot el matí, després de la xocolatada, hi ha la venda de llibres i les parades de les diferents entitats. A la tarda hi ha la popular ouada.

### Festa de l'arbre
Se celebra a l'arribada de la Primavera. S'efectuen diferents activitats per la mainada relacionades amb el medi ambient i es fa una plantada d'arbres. Igualment es fa entrega als menuts d'un nou arbre perquè en tinguin cura durant tot l'any i el puguin plantar l'any següent. La festa finalitza amb una arrossada popular a la Plaça del Teatre.

### Arribada dels Reis
Es té constància de l'inici d'aquesta festa pels volts de l'any 1881 on els reis de l'Orient arribaren a l'Ametlla de Merola el dia de la vigília al vespre. Es feren d'altres anys, però poques vegades fins que al 1923 un grup de joves, amb la col·laboració de les entitats, reinstaurà la diada i fins ara no s'ha deixat de fer, incorporant-hi també l'arribada anterior dels patges per recollir les cartes de la mainada de l'Ametlla. Tot i això, si abans els reis arribaven a la vigília, avui dia arriben sempre puntualment a les 12 del migdia del dia 6 de gener, fent que la diada sigui un xic més especial.

### La Festa Major
Abans que l'església fos inaugurada oficialment, la Festa Major se celebrava el dia 15 d'agost, però posteriorment, posada sota patrocini de Sant Mateu començà a celebrar-se el dia 21 de setembre. Més tard, la traslladaren al diumenge més proper a la festivitat del sant.
Durant els primers anys de celebració, venia una orquestra a amenitzar tots els actes que se celebraven que solien ser: dissabte al vespre, completes cantades de l'Orfeó; diumenge a les 8 del matí, cercavila pels carrers; en sortir de l'església, balls de l'esbart dansaire i els de nans i cascavells; a la tarda, processó; al vespre serenates i teatre; el dilluns hi havia l'ofici de difunts al matí, concert a la tarda i castell de focs per acabar la Festa Major al vespre.
Aquestes activitats, amb poques variacions, que duraren molts anys, amb el temps van anar canviant una mica. Actualment, la festa comença el divendres a la tarda amb la penjada de la creu al campanar, el concurs de plats culinaris al vespre seguit d'un sopar popular, el pregó de la festa major i nit musical amb l'actuació de grups locals. El dissabte comença a primera hora amb el concurs de pesca; a la tarda hi ha la presentació de l'equip de futbol-sala, el memorial Josep Ma Feliu i l'espectacle infantil, i a la nit hi ha teatre i seguidament ball-discoteca. El diumenge al matí hi ha la cercavila, la missa solemne i, en sortir-ne, la tirada de coets i els balls de cascavells, nans i gegants que són seguits per les sardanes de migdia; a la tarda hi ha ball popular i al vespre, revetlla al cafè. Dilluns comença més tard, al migdia amb el concert-vermut; a la tarda hi ha ball popular i al vespre sardanes. La Festa Major acaba dimarts amb la baixada de la creu del campanar.
Com es veu, hi ha algunes diferències, però encara resta de l'antiguitat la celebració de la missa solemne i el centenari i tradicional ball de nans i cascavells, dues manifestacions folklòriques que s'han anat mantenint al llarg del temps.

### Cascavells

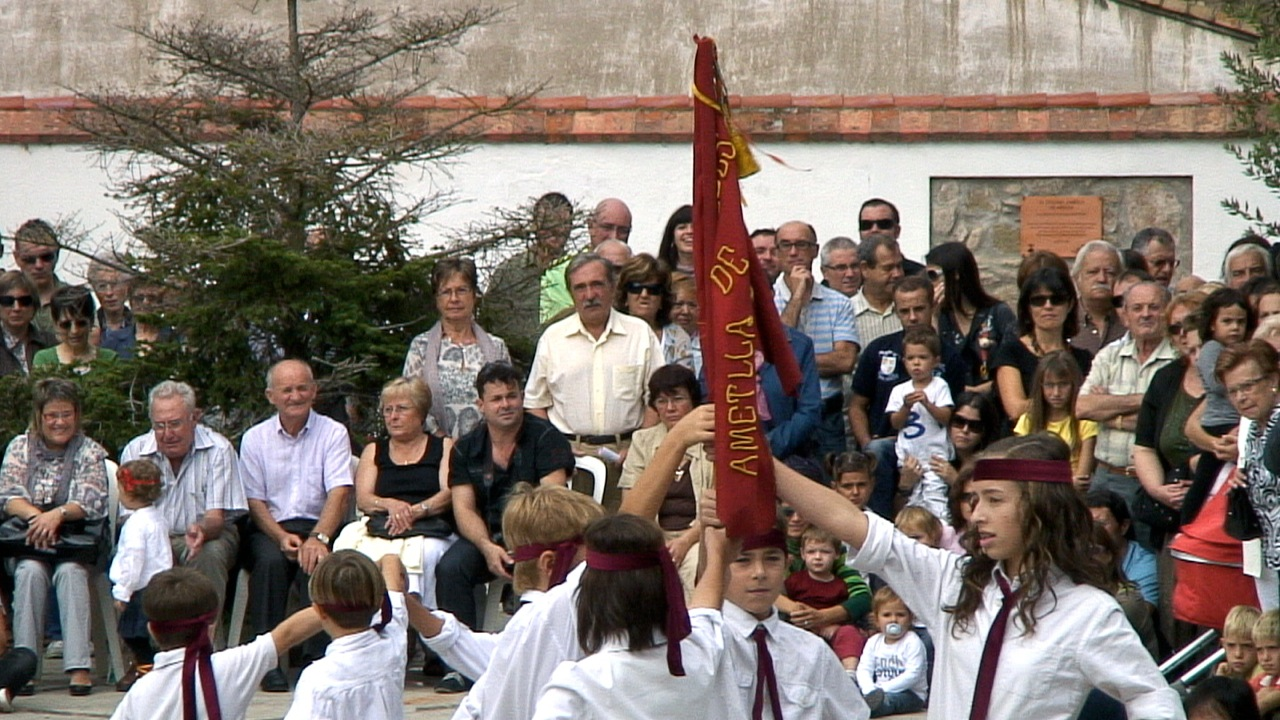
Festa Major 2010.

Els balls de cascavells són manifestacions folklòriques de la Catalunya Interior. Reben el nom del camal (calçó ple de cascavells o picarols) que porten els dansaires a les cames i que fan un so característic en les voltes i en els salts. Els balladors són únicament homes tot i que altres indrets també ballen les dones. L'actual ball de cascavells de l'Ametlla de Merola prové de l'antic nucli de Merola i sembla que es va introduir a l'Ametlla cap a l'any 1902. Les músiques que són ballades foren harmonitzades pel mestre Josep Conangla. El primer que el va ensenyar fou un tal Cucharrera, motejat "El pequeño de la Granota". Documentalment, el ball es troba descrit en un article de Pere Feliu publicat l'any 1905 en un butlletí del Centre Excursionista de Catalunya. També es troba citat en el "Costumari Català" de Joan Amades. S'ha mantingut fins ara sense variacions ni en la música ni en la coreografia. El ball consta de cinc parts:
- 1a Part: Els balladors segueixen la música en filera, fent un cercle, i a l'últim compàs el que porta la bandera dona una volta sobre si mateix; es repeteix la tornada i la meitat dels balladors (alternativament a l'abanderat) donen una volta sobre si mateixos sense parar de caminar; finalment, a l'últim compàs, són tots els balladors els que giren sobre si mateixos.

- 2a Part: Dansen els balladors en pas de polca i a partir del compàs 9 ballen de dos en dos i cara per cara; es repeteix dues vegades més fins a arribar a l'últim compàs en què fan una nota seca.

- 3a Part: Després de ballar en filera, els balladors es posen de quatre en quatre en forma de creu donant-se les mans i voltant; es torna a ballar en filera i es repeteix el procés dues vegades més.

- 4a Part: Ballen en filera i rodona a temps de polca i a partir del compàs 9 es posen a ballar de dos en dos i davant per davant; es torna a ballar en filera i rodona i es repeteix tres vegades més fins a arribar a l'últim compàs en què fan una nota seca.

- 5a Part: Ballen agafats de les mans i en rodona i a una nota determinada posen el peu dret al mig; es fa el mateix però posant el peu esquerre i a la tercera vegada fan tots un cop sec donant per finalitzat el ball.

### El Ball de Nans
Sembla molt probable que els seus orígens es remuntin a la celebració de la Patum a l'Ametlla de Merola que es va fer durant uns anys en el segle passat a semblança i imitació de la que es feia a Berga per la presència d'una família de Berga a la colònia. Uns anys més tard es deixà de fer, però d'ella encara se'n conserven els quatre nans.
Documentalment, els quatre nans es troben ressenyats en un article signat per Mn. G. Vila a la revisa "La Veu de Montserrat", de l'any 1899. Cal dir que l'any 1928, la música del ball fou arranjada per a cobla pel mestre Josep Conangla juntament amb la dels cascavells.
Els nans han rebut popularment els noms de rei (bufó), la reina (trobador), el barber i el torero, però la seva vestimenta i figures corresponen a quatre òperes: "Il Rigoletto", "El Trobador", "Don Juan" i "El Barbero de Sevilla". Els vestits es renovaren l'any 1988, conservant totes les característiques dels originals. Fins avui dia, només han estat nois els qui han ballat aquestes danses. La seva dansa es compon de tres parts:
- 1a Part: Dansa americana que es repeteix dues vegades, els nans ballen de dos en dos i a la segona vegada giren i canvien de parella.

- 2a Part: Representa el ballet de Déu, d'arrel berguedana i se subdivideix en dues parts, la primera es balla agafats de les mans per parelles i voltant i la segona es posen cara a cara i amb els braços enlaire toquen les castanyoles i fan vuit salts canviant de peu cada quatre; es repeteix una altra vegada.

- 3a Part: Corranda amb vuit punts a la dreta i vuit a l'esquerra; la dansa s'acaba amb un cop fort de música i els nans fan una salutació tots quatre alhora amb el cap cap a dintre.

## El Teatre
El teatre a l'Ametlla de Merola
El 1880 prohibiren fer els pastorets a l'església i ho van celebrar al teatre vell (actual biblioteca i llar d'avis).
El 1902 es va construir el teatre nou, a l'emplaçament actual.
A més a més de la representació dels Pastorets, per aquest teatre han passat durant tots aquests anys un gran nombre d'obres. Aquest és el recull d'algunes de les obres escenificades per l'Agrupació Teatral Esplai, a partir dels programes conservats al fons Ramon Cabra i l'arxiu de la Colònia:
- 1927 Fosca eterna, de Manel Gomis

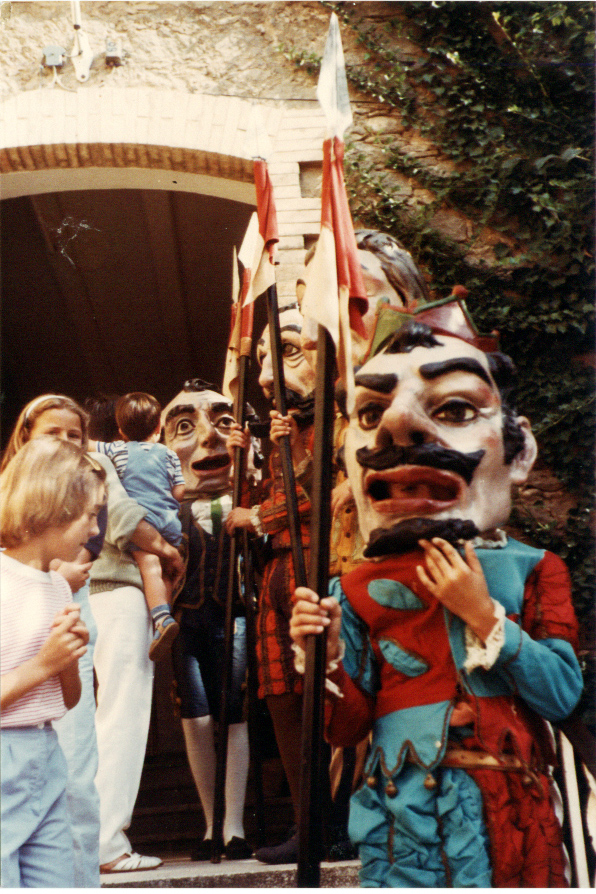
Nans de l'Ametlla de Merola

- El calvari de la vida, de Ramon Vinyes
- La cua del diable, de Pau Rosés

(Aquest any hi ha documentada una visita de Lluís Millet, fundador de l'Orfeó Català, el qual va pronunciar una conferència el 26 de juny de 1927)
- 1934 i 1935 La nit de la Pasqua, lletra de Francesc Gay, música de Josep Conangla i Escudé

Durant la guerra no hi ha constància de cap representació teatral
- 1946 Del municipi al mar, de Francisco P. Radós i Miguel Ferrer
- 1952 Marianela, de Pérez Galdós i Álvarez Quintero
- 1953 Error de perspectiva, de Pere Mialet
- La fontana de l'amor, de Cecili de Montserrat
- 1954 Amor triomfant, de Francesc d'Assís Picas amb música de Josep Conangla
- D. Gonzalo o L'orgull del gec, d'Albert Llanas
- 1970 Com s'enreda la troca, d'Emili Graells
- 1971 Deixa’m la dona, Cisquet, d'Artur Casinos
- 1972 Un pagès de Barcelona, de Ventura Porta i Rosés
- 1973 Un embolic de família de Francesc Puntos Charles
- 1974 La núvia portava cua, de Lluís Coquard
- 1980 De més verdes en maduren, d'Assumpta Gonzàlez
- 1981 Arribaré a les set... mort! d'Assumpta Gonzàlez
- 1982 Quina vista tens, Quimet! de Lluís Coquard
- 1983 La Pepeta no és morta d'Assumpta Gonzàlez
- 1984 En Pau vol viure en pau de Francesc Lorenzo i Gàcia
- 1985 La mare... quina nit! d'Assumpta Gonzàlez
- 1986 El nen dels Parker, d'A. Hart i M. Bradell
- 1987 Necessito una infermera, d'Assumpta Gonzàlez
- 1988 Especialitat en homes
- 1989 Dorm: t'ho mano!!, de Georges Feydeau
- 1990 Blanca: vídua d'un viu, de Nicasi Camps i Pinós
- 1991 Adrià, un torero català, d'Assumpta Gonzàlez
- 1992 Els porucs, de Moncriff (adaptació de Ramon Franqueza)
- 1993 La primera vegada, d'Henri Keroul - Albert Barre
- 1994 Els bandolers de Cantallops, de Francesc d'A. Picas / Josep Conangla
- 1995 Un marit per a la meva dona, de Nicasi Camps
- 1996 Aquí no paga ni Déu, de Dario Fo
- 1997 Catalans a la romana, d'Ivan de Girós
- 1998 El rastre de la guineu, de Ventura Porta i Rosés
- 1999 Annus horríbilis, de Francesc Lucchetti
- 2000 La iaia treu fum, de Rafael Mendizábal
- 2001 Vaga a l'aeroport, de Marc Camoletti
- 2002 Comèdia negra, de Peter Schaffer (adaptació de Mireia Mora)

## El cross
El Cross de L'Ametlla de Merola va néixer el setembre del 1989 com a relleu d'una rudimentària triatló que en anys anteriors havia estat la prova esportiva popular de la Festa Major.
Per potenciar l'esport de base s'organitza des de la primera edició una prova infantil de cinc quilòmetres i, des de l'edició del 2002, una de 1.500 metres.
Entre els vencedors figuren noms destacats com Javier Cortés Huete, que té la plus marca catalana de marató, amb dues hores i 7 minuts, ha estat tres cops seleccionat amb l'equip espanyol per als Mundials d'Atletisme i va guanyar amb l'equip espanyol la Copa d'Europa de Marató, José Ríos, medalla de bronze en els 10.000 metres dels Campionats d'Europa d'Atletisme de Múnic 2002, Benito Ojeda, que té el rècord de victòries en el Cross. Ojeda ha estat moltes vegades campió de Catalunya de Marató i ha guanyat dues vegades la Marató de Barcelona. També hi han corregut històrics de l'atletisme català, com l'ex campió mundial de cent quilòmetres Domingo Catalán.
En categoria femenina, la plus marca la té Núria Pastor Amorós, que també té el rècord de victòries i que va guanyar la cursa d'El Corte Inglés durant cinc anys consecutius.
També han guanyat Eva Sanz Sanz, internacional en els Mundials d'Edmonton del 2001 i també guanyadora quatre anys consecutius de la cursa d'El Corte Inglés.
| Any  | Participants | Vencedor masculí    | Temps | Vencedor femení        | Temps |
| ---- | ------------ | ------------------- | ----- | ---------------------- | ----- |
| 2006 | 389          | Abdelghane Elhasany | 31:41 | Kenza Whabi            | 36:31 |
| 2005 | 427          | Pol Guillem Duño    | 32:32 | Meritxell Calduch Prat | 37:12 |
| 2004 | 404          | Roger Roca          | 33:35 | Rosa M. Morató         | 40:11 |
| 2003 | 476          | Pol Guillem Duño    | 33:07 | Rosa M. Morató         | 37:26 |
| 2002 | 435          | Victor Morente      | 31:56 | Meritxell Calduch Prat | 36:40 |